# Redmond O'Hanlon
Redmond O'Hanlon (Dorset, 5 juni 1947) is een Brits schrijver. Hij genoot zijn opleiding aan het Marlborough en het Merton College in Oxford. Hij behaalde zijn M.Phil. in negentiende-eeuwse Engelse studies en werd benoemd tot wetenschappelijk medewerker in 1971, verkreeg de Alistair Horne Research Fellowship in 1974 en werd senior visitor aan het St Antony's College, Oxford, in 1985.
Zijn proefschrift, Changing Scientific Concepts of Nature in the English Novel, 1850-1920, kwam gereed in 1977. Van 1970 tot 1974 was Redmond O'Hanlon lid van de literatuurcommissie van de Arts Council of Great Britain (de Raad voor de Kunst van Groot-Brittannië). Hij werd lid van de Society for the Bibliography of Natural History in 1982, lid van de Royal Geographical Society in 1984 en lid van de Royal Society of Literature in 1993.
Gedurende vijftien jaar was hij redacteur van The Times Literary Supplement op het gebied van natuurlijke historie. In 2009 voer hij mee op het schip dat de historische reis van Charles Darwin met de Beagle herdacht door deze te herhalen.
O'Hanlon is vooral bekend geworden van zijn reisverslagen waarin hij zijn zoektochten beschrijft naar dieren en gewoonten die al uitgestorven leken. Op 9 mei 2012 won de reisserie O'Hanlons Helden de Zilveren Nipkowschijf voor het beste televisieprogramma van het jaar.
Voor de Europese Parlementsverkiezingen 2014 in Nederland stond O'Hanlon als lijstduwer op de kandidatenlijst van de Partij voor de Dieren.
Op 5 februari 2015 is hem door de gemeente Almere gevraagd een roman te schrijven over die stad, nadat Renate Dorrestein dat deed met Weerwater.

## Boeken
- Charles Darwin 1809-1882: A Centennial Commemorative (1982) (bijdrage)
- Joseph Conrad and Charles Darwin: The Influence of Scientific Thought on Conrad's Fiction (1984)
- Into the Heart of Borneo (1984) (Nederlandse vertaling: Naar het hart van Borneo)
- In Trouble Again (1988) (Nederlandse vertaling: Tussen Orinoco en Amazone)
- Na de Amazone (1995; verhalen, niet in deze vorm in een Engelse editie verschenen)
- Congo Journey (1996) (Nederlandse vertaling: Congo)
- Trawler (2004) (Nederlandse vertaling: Storm)
- God, Darwin en natuur (2009), met Rudi Rotthier; in het Engels verschenen als The Fetish Room